# Riegelkopf (Granatspitzgruppe)
Der Riegelkopf ist ein 2920 m ü. A. hoher Berggipfel im Alpenhauptkamm der Granatspitzgruppe im Norden Osttirols bzw. Südosten Salzburgs. 

## Lage
Der Riegelkopf ist ein Gipfel im nördlichen Zentralbereich der Granatspitzgruppe. Er befindet sich am Tauernhauptkamm an der Landesgrenze zwischen Tirol im Südwesten und Salzburg im Nordosten und an der Grenze zwischen den Gemeinden Matrei in Osttirol und Mittersill. Der Riegelkopf liegt zwischen der Teufelspitze im Norden und der Amertaler Höhe im Südosten, wobei der Riegelkopf von der durch das Riegelkopfschartl (2670 m) sowie das Donaubaumschartl von der Amertaler Höhe getrennt ist. Der Südwestgrat des Riegelkopfs verläuft über den Dabersattel zum Oberen bzw. Unteren Daberkögele. Nordöstlich befindet sich der Amertaler See.

## Aufstiegsmöglichkeiten
Der Normalweg auf den Riegelkopf verläuft vom Dabersattel über den Blockgrat des Südwestgrates (UIAA I). Weitere Anstiegsmöglichkeiten sind der Nordgrat des Riegelkopfs, wobei man aus der Riegelturmscharte den Teufelsspitz zunächst südlich umgeht (UIAA II) sowie der Südostgrat ausgehend vom Riegelkopfschartl (UIAA II). Die größte Herausforderung stellt die bis zu 60° steile Nordostrinne dar (UIAA III).